# Cteniogaster toxarchus
Espèce
Cteniogaster toxarchus est une espèce d'araignées aranéomorphes de la famille des Liocranidae.

## Distribution
Cette espèce est endémique de Tanzanie. Elle se rencontre entre 950 et 1 800 m d'altitude dans les monts Usambara occidentaux et orientaux.

## Description
La femelle holotype mesure 2,68 mm et le mâle paratype 2,47 mm.

## Publication originale
- Bosselaers & Jocqué, 2013 : Studies in Liocranidae (Araneae): a new afrotopical genus featuring a synapomorphy for the Cybaeodinae. European Journal of Taxonomy, vol. 40, p. 1-49 (texte intégral).